# Commission Kilbrandon
La Commission Kilbrandon, ou commission royale sur la constitution (Royal Commission on the Constitution), créée au Royaume-Uni en 1969 pour étudier la question de la dévolution des pouvoirs en Écosse et au Pays de Galles. Elle doit son nom à son président, Charles Saw, Baron Kilbrandon.
Ce n'est qu'en 1973 qu'elle rend son rapport, qui recommande la création de parlements dévolus en Écosse et au Pays de Galles.

## Situation avant la dévolution
Avant la dévolution, le pouvoir législatif au Royaume-Uni est concentré en deux corps, la Chambre des Communes et la Chambre des lords, qui se réunissent au Palais de Westminster à Londres.

## Résumé des propositions de la commission
- Écosse: la commission suggère la création d'un corps législatif écossais, qui aurait un pouvoir décisionnel concernant l'éducation, l'environnement, la santé, les affaires internes à l'Écosse, le législatif et les services sociaux.
- Pays de Galles: la commission suggère un schéma de dévolution similaire à celui proposé pour l'Écosse, avec moins de responsabilités sur le plan législatif.
- Angleterre: la commission s'oppose à toute dévolution concernant l'Angleterre entière ou toute région anglaise.
- Irlande du Nord: aucune recommandation concernant l'Irlande du Nord n'a été formulée, étant donné que d'autres accords traitent de cette question.